# Fitzroy Simpson
Fitzroy Simpson (Bradford on Avon, 1970. február 26. –) angol születésű jamaicai válogatott labdarúgó.
A jamaicai válogatott tagjaként részt vett az 1998-as CONCACAF-aranykupán és az 1998-as világbajnokságon.